# Eunidia suturealba
Eunidia suturealba là một loài bọ cánh cứng trong họ Cerambycidae.